# Ethiopian Airlines
A Ethiopian Airlines é uma companhia aérea da Etiópia, na África, com sede no Aeroporto Internacional Bole em Addis Abeba. Em 2014, Ethiopian Airlines transportou seis milhões de passageiros e 187.000 toneladas de carga.
Desde do início das operações em 1945, a Ethiopian percorrou um serviço semanal entre Addis Abeba e Cairo. A companhia reconheceu que um futuro de sucesso dependia primeira a desenvolver uma rede de rotas pan-Africano de longo alcance. Ethiopian agora tem destinos e aumento do número de voos para a Europa, os Estados Unidos da América, Canadá, Ásia e Oriente Médio. 
Internacionalmente, a Ethiopian voa em Europa para Frankfurt, Londres, Paris, Roma, Bruxelas e Estocolmo; na Asia para Bangkok, Pequim, Xangai, Nova Deli, Hong Kong, Guangzhou, Mumbai; para numerosos destinos no Oriente Médio; para Washington D.C. e Toronto na América do Norte e São Paulo na America do Sul.
Em 2013 a Ehiopian passou a fazer a sua primeira rota sul-americana, atingindo uma marco na companhia que sempre almeja este continente, já que a concentração de companhias africana é escassa. Operava um voo do Rio de Janeiro à Adis Abeba, fazendo duas escalas, em São Paulo (Principal centro aéreo da América do Sul) e Lomé, no Togo. Operado pelo B-787 Dreamliner.

## No Brasil
Em Janeiro foi feita uma reunião com diretores da Ethiopian e decidiram por excluir o Rio de Janeiro da rota devido a falta de passageiros, pois cerca de 20 passageiros desembarcavam no Rio contra 170 em São Paulo. Agora a rota segue de São Paulo à Addis Abeba com escala em Lomé, no Togo.
Em meados de 2017, a empresa cancelou a escala em Lomé, no Togo, na rota para São Paulo, passando a ser uma rota direta. Em 03 de outubro de 2017 a empresa anunciou estender o voo de São Paulo até Buenos Aires, na Argentina, fazendo assim, sua expansão na América do Sul. Essa extensão tem início em 08/03/18.

## Frota
Em 2025 Frota da Ethiopian Airlines tem as seguintes aeronaves:
| Aeronaves              | Quantidade | Ordens | Passageiros | Passageiros | Passageiros | Notas              |
| Aeronaves              | Quantidade | Ordens | B           | E           | Total       | Notas              |
| ---------------------- | ---------- | ------ | ----------- | ----------- | ----------- | ------------------ |
| Airbus A350-900        | 20         | 15     | 30          | 318         | 348         |                    |
| Airbus A350-900        | 20         | 15     | 30          | 313         | 343         |                    |
| Boeing 737-700         | 2          | —      | 16          | 102         | 118         |                    |
| Boeing 737-800         | 6          | —      | 16          | 138         | 154         |                    |
| Boeing 737 MAX 8       | 18         | 25     | TBA         | TBA         | 160         | (1 Foi Acidentado) |
| Boeing 777-200LR       | 6          | —      | 34          | 287         | 321         |                    |
| Boeing 777-300ER       | 5          | —      | 34          | 365         | 399         |                    |
| Boeing 787-8           | 19         | —      | 24          | 246         | 270         |                    |
| Boeing 787-9           | 10         | 5      | TBA         | TBA         | TBA         |                    |
| Bombardier Dash 8 Q400 | 30         | —      | —           | 78          | 78          |                    |
| 7                      | 30         | —      | 64          | 71          |             |                    |
| Total                  | 116        | 45     |             |             |             |                    |
| Aeronaves Cargueiras   |            |        |             |             |             |                    |
| Boeing 737-800SF       | 3          | -      | Cargo       | Cargo       | Cargo       |                    |
| Boeing 777F            | 11         | -      | Cargo       | Cargo       | Cargo       |                    |
| Total                  | 14         | -      |             |             |             |                    |

## Acidentes e incidentes
- Voo Ethiopian Airlines 961 -  Em Novembro de 1996, um Boeing 767, ET-AIZ, realizava o  voo 961. Quando a aeronave se aproximava de Nairóbi, no FL390(39.000 pés), ela foi sequestrada por três homens a de 20 e poucos anos. Após o Boeing perder combustível, a aeronave caiu numa praia de Grande Comore, Comoros. 125 dos seus 175 passageiros morreram. Um vídeo capturou o momento da queda da aeronave.
- Voo Ethiopian Airlines 409 - Em Janeiro de 2010 um de seus aviões, um Boeing 737, sofreu um grave acidente no mar da costa do Líbano, matando 95 passageiros.
- Voo Ethiopian Airlines 702 -  Em 17 de fevereiro de 2014, um Boeing 767, foi sequestrado pelo copiloto sobre o Sudão e aterrisou em Genebra. Todos os ocupantes sobreviveram sem ferimentos.
- Voo Ethiopian Airlines 302 - Em 10 de março de 2019, um Boeing 737 MAX 8 com menos de quatro meses de uso, caiu após decolar do Aeroporto Internacional de Adis Abeba, capital da Etiópia. Todas as 157 pessoas que iam a bordo morreram. [3]